# Ivan Mane Jarnowick
Ivan Mane Jarnović, Giovanni Mane Giornovichi, Jarnowick ou Jarnowitz (26 octobre 1747 – 23 novembre 1804), né à Palerme de parents probablement originaires de Dubrovnik en Croatie et de culture italienne, est un compositeur et  violoniste virtuose célèbre. Il meurt à Saint-Pétersbourg en faisant une partie de billard.

## Biographie

### Élève d'Antonio Lolli
Jarnowick, dont le véritable nom est Giornovichi, fut élève d'Antonio Lolli. Il commença sa carrière musicale au Concert spirituel par le 6e concerto de son maître et n'obtint d'abord que de médiocres succès. Cependant, comme il avait un mérite réel, il parvint bientôt à attirer et à fixer l'attention, et tout Paris jouit de ses talents pendant plus de 10 ans. Il fut appelé en Prusse par le prince royal, qui l'attacha à sa chapelle.

### Un original
Jarnowick s'étant rendu à Lyon, il y fit annoncer un concert au prix de 6 francs par personne. Le prix parut trop élevé et la salle resta vide. Le lendemain, il fait annoncer le même concert à 3 francs : la salle était pleine. Mais Jarnowick, piqué, avait disparu ; l'argent fut fidèlement rendu aux auditeurs désappointés, qui finirent par rire de cette plaisante vengeance.
Un jour, il casse par mégarde un carreau de la valeur de 30 sols chez un marchand de musique. Le marchand n'ayant pas à rendre sur un écu, Jarnowick lui dit froidement : « Il est inutile d'en aller chercher » et, achevant ces mots, casse un second carreau.
Dans un concert où se trouvait Saint-George, connu pour ses talents à la fois d'escrimeur et de musicien, Jarnowick, emporté par sa vivacité, lui donne un soufflet : « J'aime trop son talent, dit Saint-George avec la plus grande modération, pour me battre avec lui. »

### Violoniste virtuose et compositeur
Jarnowick fut un artiste habile avec un jeu pur et une vigueur d'archet étonnante. On lui reprochait de se complaire trop à l'exécution des plus grandes difficultés, et d'avoir plus de force que de grâce. Jarnowick excita le même enthousiasme qu'à Paris — où il fréquente le salon prisé de Félicité de Genlis et y rencontre notamment la toute jeune pianiste Marie-Emmanuelle Bayon (vers 1776), en compagnie de son confrère violoniste Wilhelm Cramer et de l'un des frères violoncellistes Jean-Louis Duport —, à Vienne, en luttant avec Franz Lamotte , célèbre violoniste allemand, à Berlin et à Saint-Pétersbourg. Pendant son séjour à Berlin, le maître de chapelle Wolf se lia avec lui et il parle, dans ses ouvrages, de l'admiration qu'il excitait toutes les fois qu'il se faisait entendre.
Jarnowick a composé environ 50 pièces de musique de chambre et 22 concertos pour violon (dont 17 nous sont parvenus). Il eut le premier l'idée d'introduire une romance comme mouvement lent du concerto pour violon.

### Source de traduction
- (en) Cet article est partiellement ou en totalité issu de l’article de Wikipédia en anglais intitulé « Ivan Mane Jarnović » (voir la liste des auteurs).